# Santa Fe (kommun i Honduras, Departamento de Ocotepeque, lat 14,50, long -89,23)
Santa Fe är en kommun i Honduras.   Den ligger i departementet Departamento de Ocotepeque, i den västra delen av landet, 220 km väster om huvudstaden Tegucigalpa. Antalet invånare är 3 679. Arean är 65 kvadratkilometer.
Terrängen i Santa Fe är kuperad.